# Молдаване
Молдава́не (рум. moldoveni, молд. кир. молдовень) — романоязычный народ в Юго-Восточной Европе. Как народность молдаване сформировались в XIV—XVI веках в пределах средневекового Молдавского княжества, охватывавшего территории современных независимой Республики Молдова и румынской Западной Молдовы. Могут рассматриваться как субэтническая группа румын.
После 1859 года молдаване западной части Молдавского княжества вошли в состав румынской нации. В настоящее время молдаване составляют большинство населения (2,7 млн чел. — 76,1 %) Молдовы. Живут также на Украине (258,6 тыс. чел.), в том числе компактно в двух регионах — Черновицкой и Одесской областях — в России (77,5 тыс. чел.), Италии (68,591 тыс.чел.), Румынии и других странах. Общая численность — около 3,35 млн человек.
Говорят на молдавском языке, в современной Молдавии литературный язык не отличается от румынского, однако для разговорного молдавского языка характерно широкое употребление русизмов. Молдаване, живущие в Приднестровье (32 % населения), используют румынский язык на основе кириллицы. От большинства румын молдаване отличаются владением (как правило, хорошим), частым использованием русского языка или же, как минимум, знакомством с ним. Для части населения, проживающего на территории нынешней Республики Молдовы (особенно в Приднестровье), родным является русский, реже — украинский язык. Большинство молдаван исповедуют православие.

## Этническая история молдаван
Предками молдаван было романизованное население (валахи, влахи), также в той или иной мере жившие совместно c ними славяне (русины, болгары, поляки, сербы) и люди тюркского происхождения. Влахи сложились в ареале, охватывающем север Балканского полуострова и Карпатские горы, на основе группы фракийских племён, подвергшихся в первых веках нашей эры романизации, а затем с VI века установивших контакты с расселившимися в этом регионе славянами. Молдавская народность стала складываться с XII века в Восточном Прикарпатье в результате этнического взаимодействия волохов, переселившихся туда из Трансильвании в XI веке под давлением венгерских племён, и восточных славян (русин), которые расселились здесь в ходе славянской миграции на Балканы в VI—VIII веках и позже, во время подчинения этих земель Владимиром Мономахом. Имела место молдовенизация, в том числе в северной части междуречья Прута и Днестра, которая продолжалась и после 1812 года в пределах российской Бессарабии, о чём свидетельствуют очерки дореволюционных российских этнографов А. Артемьева, М. Драганова, В. Бутовича и др.
У молдавских мужчин выявлено 19 Y-хромосомных гаплогрупп. Наиболее часто встречаются I2a1b-M423 (20,8 %), R1a1a-M17* (17,6 %), R1a1a1b1a1-M458 (12,8 %), E1b-V13 (8,8 %), R1b1a1a2-M269* и R1b-M412* (по 7,2 %). Остальные Y-хромосомные гаплогруппы присутствуют с частотой менее 5 %. У молдаван из Карахасан зафиксировано большее присутствие восточно-европейских линий R1a, чем у молдаван из Софии, у которых наблюдалось большее число западных вариантов Y-хромосомы (I2a, I1, R1b3-M405 (она же U106 или S21)).

### Молдавское княжество

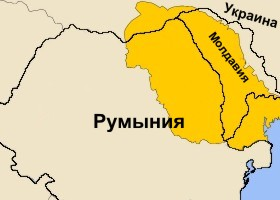
Молдавское княжество в период наибольшего расширения на фоне границ современных государств

Несомненно определяющим моментом в становлении молдавской этнической (а затем и языковой) идентичности был период существования Молдавского княжества, в котором этноним молдаван укоренился как политоним, независимый от этнического происхождения (романского или славянского). Древняя молдавская легенда повествует о пастухах-валахах из захваченного венграми Марамуреша, которые, охотясь на зубра, встретили в районе нынешнего города Сучава русина-пасечника Яцко (Ецко). Затем обе стороны привели своих соплеменников, чтобы заселять эти разорённые татарами земли. Этнический состав сельского населения княжества был неоднородным. Большинство составляли валахи и русины. Восточно-романское население поначалу не составляло большинства. Используя данные сельской ойконимии, Л. Л. Полевой определил долю русинов в Молдавском княжестве в середине XV века в 39,5 %, а долю романского населения — в 48,7 %. По линии Варница—Яссы в запрутской Молдове проходила условная граница между славянской (Верхняя страна — молд. Цара-де-Сус) и романской (Нижняя страна — молд. Цара-де-Жос) языковыми общностями внутри княжества. B прутско-днестровском междуречье эта же граница проходила по линии Бендеры—Унгены (Шорников, 2005). За многовековую историю сосуществования двух разных по происхождению народов в рамках одного государства между ними не было зафиксировано ни одного этнического конфликта, хотя классовые трения и имели место: бояре были преимущественно валахами.
К 1700 доля русин в княжестве снизилась до 30 %[уточнить], а к 1800 году рубеж Яссы-Варница сместился далеко на север — к границам Щепинецкой земли. Наиболее подверженными молдованизации оказались даже не автохтонные русины, а беженцы из польских земель. Языковой дуализм в княжестве также по не до конца ясным причинам был асимметричным: славянской речью хорошо владели только высокопоставленные молдаване (в том числе и Стефан Великий); среди простого народа двуязычными были преимущественно русины, что и предопределило их языковую уязвимость. А. Афанасьев-Чужбинский предположил, что до прихода валахов русины населяли и Центральную Бессарабию, но со временем ассимилировались, оставив после себя лишь топонимы. С другой стороны, погружение в восточно-романскую языковую среду предопределило большую близость русинского языка русскому (устар. великорусского): в отличие от украинского (устар. малорусского), в него почти не проникали полонизмы, германизмы и латинизмы[уточнить].

### Бессарабия
К 1812 году из всех восточно-романских общностей именно молдаване имели наиболее устоявшуюся этническую и языковую самоидентификацию, которую ещё больше укрепило взаимодействие с великорусским этносом, причём далеко не всегда в пользу последнего, несмотря на попытки «канцелярской» русификации. Для сравнения, в соседних румынских землях до 1860-х годов бытовали регионализмы типа мунтяне. К 1907 году молдаване ассимилировали большую часть русин в средней и даже северной Бессарабии. Как нельзя лучше суть этого явления передаёт молдавская пословица той эпохи: «татэл рус, мама русэ, нумай Иван — молдовян», то есть «отец — русский, мать — русская, а Иван — молдаван». Необычайную этническую и языковую стойкость этого, казалось бы, небольшого народа описывали многие учёные-этнографы того времени. Так, Л. С. Берг писал, что при соприкосновении с молдаванами руснаки (русины) забывают родной язык в течение 2—3 поколений и целыми сёлами «омолдаваниваются» так, что младшее поколение совершенно не понимает родного языка старших. В. Н. Бутович подтвердил продолжающийся процесс ассимиляции русин молдаванами даже в начале XX века: за предшествовавшие наблюдению 45 лет в Бельцком уезде из 13 русинских сёл осталось лишь 6, в Сорокском из 26 — 16. Даже в наиболее славянском Хотинском уезде из 90 русинских сёл 4 стали молдавскими. Необычайная этноязыковая стойкость среды Бессарабии, особенно по сравнению с такой близкой, но такой отличной Новороссией, поражает многих русских путешественников той эпохи: И. Аксаков отмечает что помещик Бодырев оказался «исконным» молдаванином, даже несмотря на «русскую» его фамилию. В 1848 году, то есть десятилетия спустя после включения края в состав России, почти все чиновники (как правило, из русских) и вся полиция говорят в основном «по-молдавански», а на русском ведут лишь «официальную писанину». По переписи 1897 года в Бессарабии проживало 920 919 человек с родным молдавским языком (47,58 % населения).
С другой стороны, в Южной трети Бессарабии не произошло укоренения молдаван — основную массу населения здесь составили разномастные переселенцы из балканского региона, русские и немцы. И всё же, Бессарабия в целом даже в начале XX века продолжала поражать присланых сюда русских чиновников масштабами царившего здесь «языкового Вавилона», неведомого в остальной России: «Приём посетителей тут — это целое представленье из 10 языков, неизвестное в России. Конечно же нужно выучить несколько молдавских слов». Молдаване же Западной Молдавии после 1859 года вошли в состав румынской нации.
Вместе с тем, несмотря на внутреннюю этноязыковую стойкость молдаван к востоку от Прута даже в годы запрета молдавской школы, русский язык и знакомство с русской культурой наложили отпечаток на молдавскую культуру Бессарабии, а также на своеобразное восприятие молдаванами румынской идентичности, сформировавшейся к западу от Прута. Как минимум до 1878 года российская Бессарабия была в глазах бессарабских молдаван более привлекательной частью суверенной православной европейской державы, в то время как прочие валашские земли находились в зависимости от мусульман Османской империи или же католиков и протестантов Австро-Венгрии (Буковина). По этой причине в российскую Бессарабию продолжалось нетто-переселение молдаван и русин из-за Прута, вплоть до Первой мировой войны.

## Численность в Бессарабии
- 1860: 600.000 (оценка)
- 1871: 692.000 (оценка)
- 1897: 920.919 (перепись)
- 1930: 1.620.000 (перепись)

## Язык
История глоттонима «молдавский язык» тесно связана с этнонимом «молдаване» и с политическим статусом региона проживания носителей языка. Отсылки к «молдавскому языку» встречаются у молдавского хрониста Григоре Уреке в «Летописях Молдавского княжества» (написаны в 1642—1647 гг.), с уточнением, что на этом языке говорят молдаване, валахи и трансильванцы. Летописец Молдавского княжества Мирон Костин в книге «De neamul moldovenilor…» (ок. 1687) пишет: «Как видим, что, хоть мы и называем себя молдаванами, но не спрашиваем „знаешь молдавский?“, а спрашиваем „знаешь романский?“, то есть римский». Упоминание lingua Moldavorum (что в переводе означает «язык молдаван»), можно обнаружить в книге Иоганна Альстеда «Сокровища Хронологии», изданной в 1628 году (на страницах, содержащих таблицу языков и диалектов 24 частей Земли).
Памятники на молдавском языке (румынский с кириллицей) известны в Молдавском княжестве с XVII века (до этого языком администрации, церкви и литературы в Молдавском княжестве и Валахии был церковнославянский язык, причём по построению фразы заметно, что для писцов он не был родным). Грамматика этого языка значительно отличалась от современной. В середине XVII в. стараниями митрополита Варлаама в Яссах была основана первая в Молдове типография, для которой митрополит Дософтей (Досифей) выписал необходимые принадлежности из Москвы.
Литературный молдавский язык начал оформляться в XVI—XVII веках, но окончательно формируется ко 2-й половине XIX века. Языковые различия между румынским и молдавским языками стали возникать в XIX веке, когда в возникшей в 1859 году Румынии начался период коррекции румынского языка, из которого активно изымались славянские лексемы.
На территории Молдавии существует движение молдовенистов, полагающих, что, несмотря на языковую идентичность современного литературного молдавского языка с румынским, для государственного языка Молдавии следует использовать название «молдавский язык», в частности, потому что оно (lingua Moldavorum) более древнее, чем лингвоним «румынский язык». Согласно проведённому в 2012 году опросу, 65 % граждан поддерживают это мнение. По результатам переписи населения 2014 года, 53 % назвали своим родным языком «молдавский», а «румынский» — 23 %. Среди жителей Кишинёва, 33 % назвали свой язык «молдавским», а 43,4 % — «румынским». От большинства современных румын современные молдаване отличаются владением (как правило, хорошим), частым использованием русского языка или же, как минимум, знакомством с ним. Употребление русского языка в речи современных молдаван часто принимает характер переключения кодов.

## Традиции

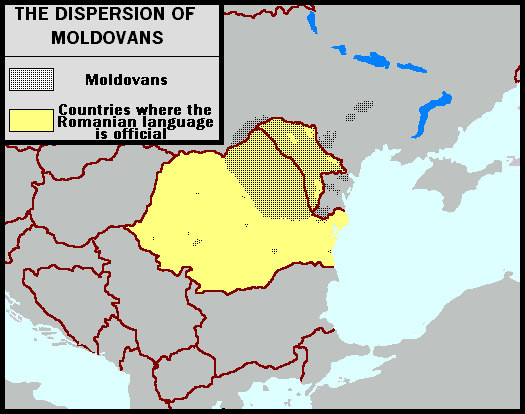
Географическое распределение молдаван. Жёлтым цветом помечены страны, где румынский и молдавский языки обладают официальным статусом.

### Кухня
В традиционной пище значительное место занимали блюда из кукурузной муки, молочные продукты, овощи. Мамалыгу из кукурузной муки, дополнявшую хлеб, варили ежедневно. Наибольшее количество блюд молдаване готовили из овощей — их употребляли в свежем виде, варили, жарили, пекли, фаршировали, тушили, солили. Характерные блюда — овощной суп чорба (рум. ciorbă, чорбэ), мясной суп зама (рум. zamă, замэ), слоёный пирог с брынзой плацинда (рум. plăcintă, плэчинтэ), голубцы, завёрнутые в виноградные листья (рум. sarmale, сармале), протёртая фасоль с толчёным чесноком (молд. фасоле фэкэлуите) и другие.

### Устное народное творчество и музыка
Устное народное творчество представлено календарной и семейной обрядовой поэзией, сказками, героическим эпосом, историческими, лирическими и другими песнями, пословицами, поговорками. Крупнейший памятник лиро-эпической народной поэзии — баллада «Миорица». Народные песни преимущественно одноголосные, в некоторых районах (в основном, на границе с Украиной) — двухголосные. Наиболее распространённые музыкальные инструменты — кобза (струнный), най (духовой типа флейты Пана), чимпой (волынка), скрипка, флуер (молдавская полупоперечная флейта). Традиционные танцы — хора, жок, молдовеняска; исполняются обычно в сопровождении оркестра.

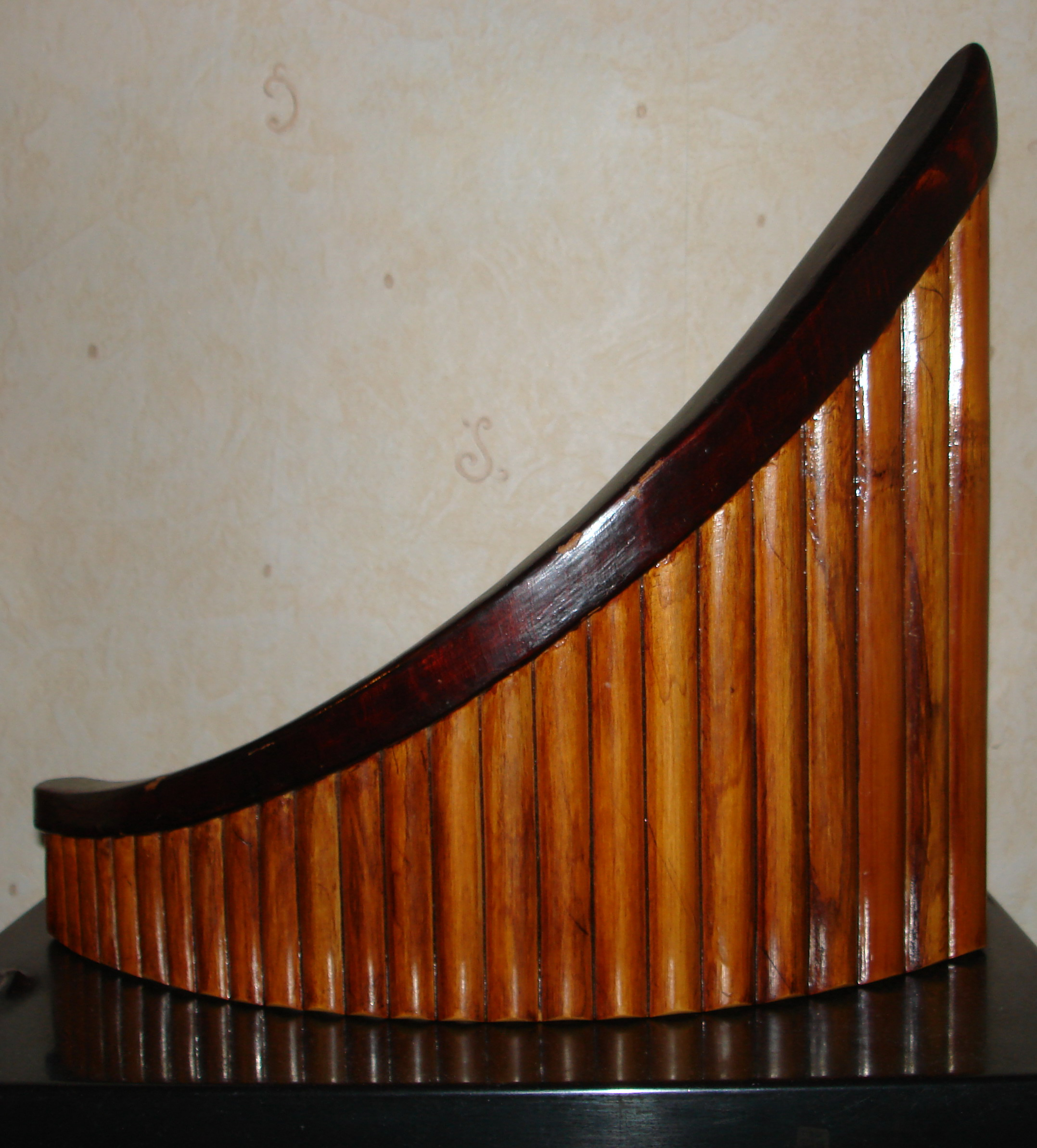
Най

### Традиционные ремёсла
Одно из древнейших ремёсел — гончарное. Глиняные горшки, кувшины, тарелки и чашки повсеместно использовались в повседневной жизни. Высококачественные керамические изделия могли быть самой разнообразной формы, украшенные разноцветными узорами.
Также широко распространено изготовление ковров. По давней традиции, невеста должна была дать в приданое ковёр, сотканный её руками. Молдавские ковры гладкие, без ворса, как будто сотканные изо льна. Молдавский ковёр и сопутствующие традиции ковроткачества включены в список Всемирного нематериального наследия ЮНЕСКО в 2016 году.

## Национальный костюм
Подробнее см. Молдавский национальный костюм

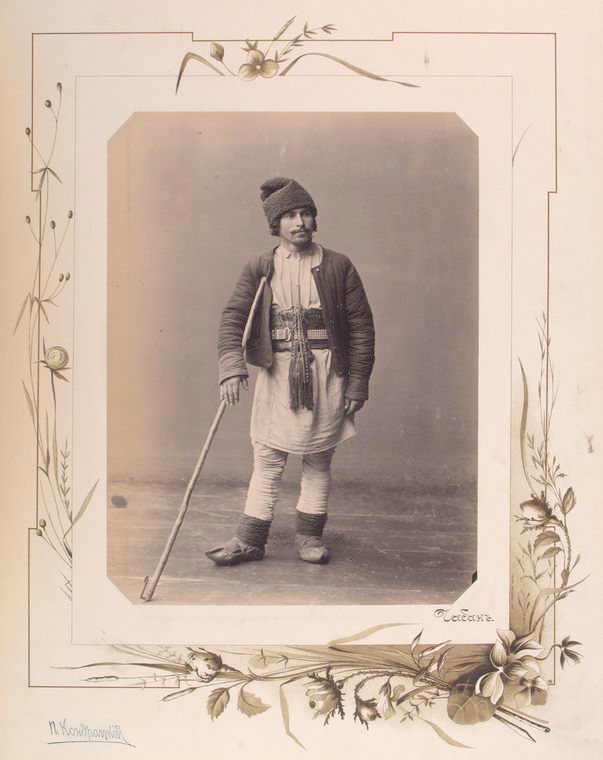
Молдаванин, 1889 год.

Традиционная молдавская женская одежда состоит из белой орнаментированной рубашки, многоклиновой юбки катринцэ (рум. catrinţă), которая не сшивалась, а оборачивалась вокруг талии, полотняного фартука и платка-косынки, вытеснившего шёлковую шарфообразную шаль (рум. fotă, marama), продолжавшуюся носиться у румын. У состоятельных крестьянок были в моде тяжёлые дорогие ожерелья (марджели), а также шёлковые чулки и красные сафьянные башмаки.
Одежда мужчин включает белую рубашку, штаны, суконный жилет или меховую безрукавку, кушму (рум. cujmă, рум. cușmă, рум. căciulă) — баранью шапку конусообразной формы (у румын она цилиндрической формы) и опинчи — самодельную обувь из кожи, схожую с русскими поршнями, украинскими постолами, болгарскими цервулами и сербскими опанками. Неотъемлемой частью костюма является тканый шерстяной пояс красного, зелёного или синего цвета, длиной до 3 метров. Помимо тканых поясов, рубахи подпоясывались кожаными поясами (рум. chimir) с большим количеством металлических деталей и карманов, такие пояса носились преимущественно зажиточными крестьянами и пастухами.
Некоторые детали народной одежды сохранились до сегодняшнего дня: меховые и суконные безрукавки, бараньи шапки.
Молдавская народная одежда отличалась такими характерными чертами, как крой в талию, белый цвет ткани, вырезной ворот с прямым разрезом, наличие пояса. Наибольшего развития форм молдавский костюм достигает в начале XIX века, во время расцвета традиционного крестьянского костюма. В дальнейшем новые элементы будут заимствоваться из городского костюма.
В Молдове на старинных молдавских женских рубахах вышивка присутствует не только спереди, но и на спине. Такие рубахи сохранялись потомками молдавских переселенцев села Троицкое Луганской области Украины. В праздничных рубахах на севере республики (Бричанский, Единецкий районы) вышивка располагалась по всей верхней части рубахи до пояса, включая рукава. В некоторых местах со славянским населением (на севере Бессарабии в Каменском и Рыбницком районах, а на юге — в Вулканештском районе) молдаване переняли русскую рубаху-косоворотку и сарафан. На рубеже XIX—XX веков самым распространённым покроем мужской рубахи была рубаха на кокетке.
На севере региона были распространены кушаки с разноцветными полосами в длину и пояса «вытканные веретеном» (рум. alese cu fusul) с двухцветным геометрическим рисунком: красный с чёрным, вишнёвый с зелёным; на юге — тканые красные пояса в 4 ремизки шириной 40-50 см. Бессарабская кушма имеет цилиндрическую, сужающуюся к верху форму и поэтому слегка напоминает фригийский колпак. Самыми распространёнными видами юбок были фота и катринцэ. В Молдавии от полотенцеобразного покрывала марама (рум. maramă) к косынке перешли раньше населения Румынии — уже к началу XX века.

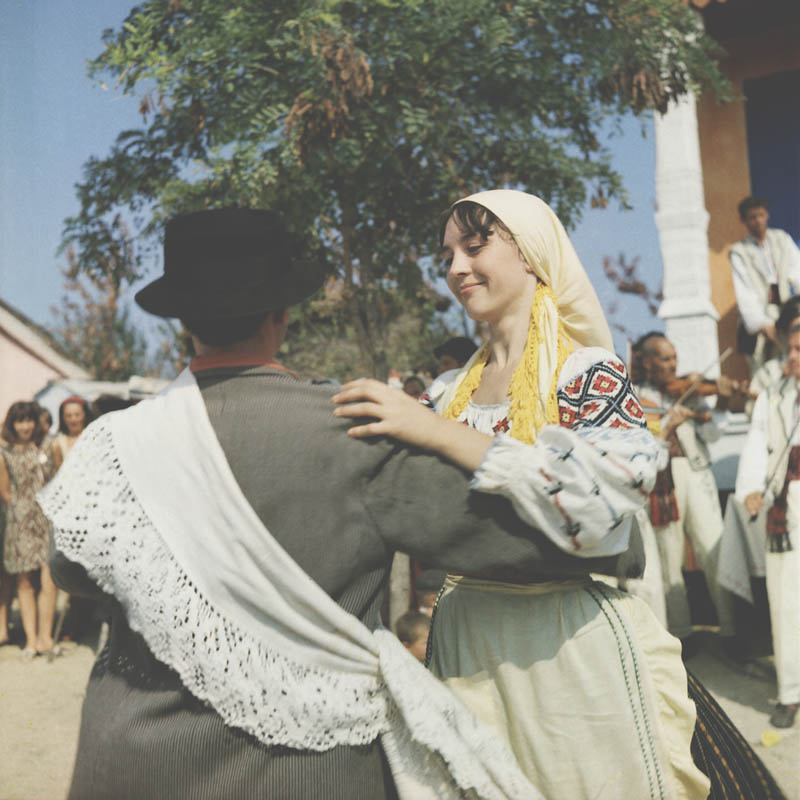
Свадьба в селе Ташлык (ныне Григориопольский район, 1969 год.
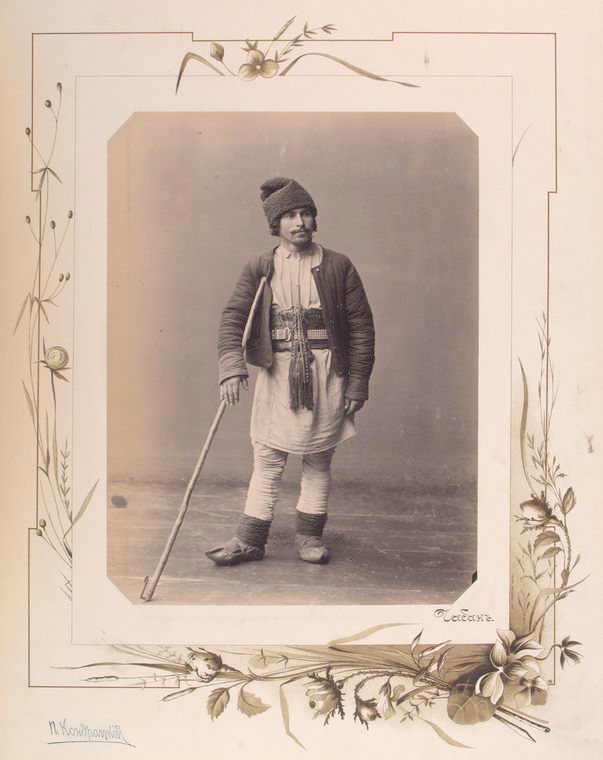
Молдаванин-чабан в свите, 1889 год.
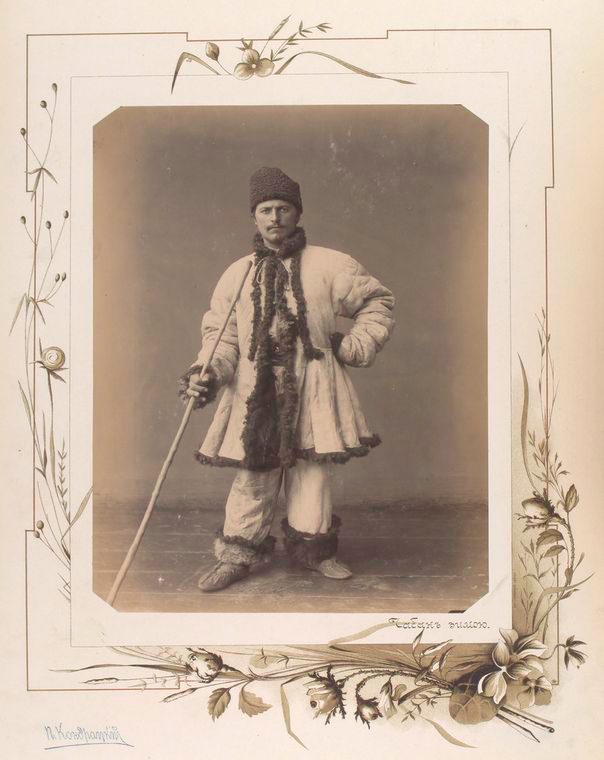
Чабан в зимней одежде (сапоги, кожух и мешинь), 1889 год.
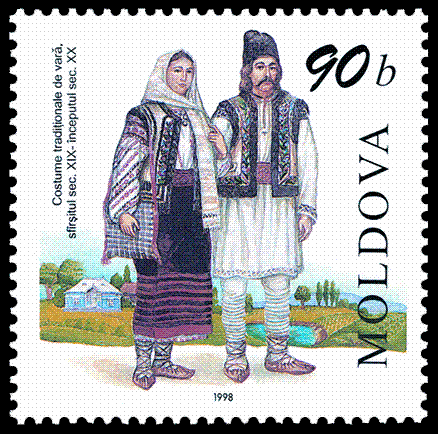
Молдавский народный костюм, почтовая марка Молдавии, 1998 г.
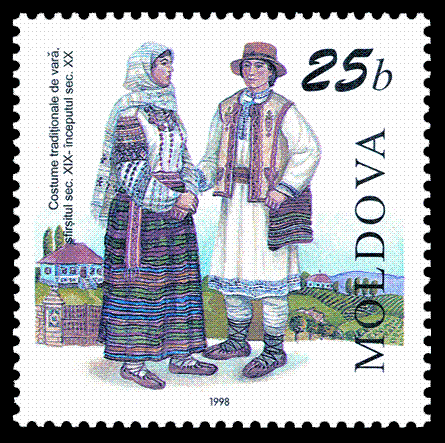
Молдавский народный костюм, почтовая марка Молдавии, 1998 г.
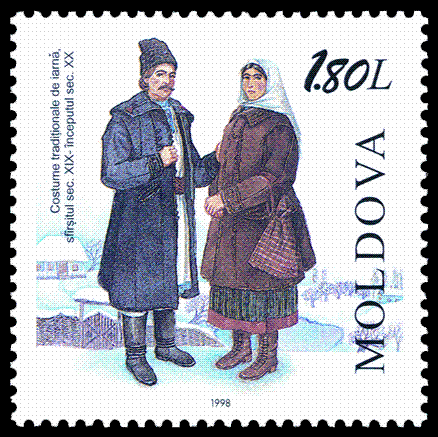
Зимний молдавский народный костюм, почтовая марка Молдавии, 1998 г.
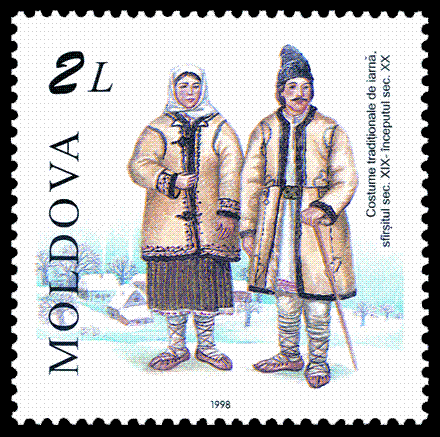
Зимний молдавский народный костюм, почтовая марка Молдавии, 1998 г.
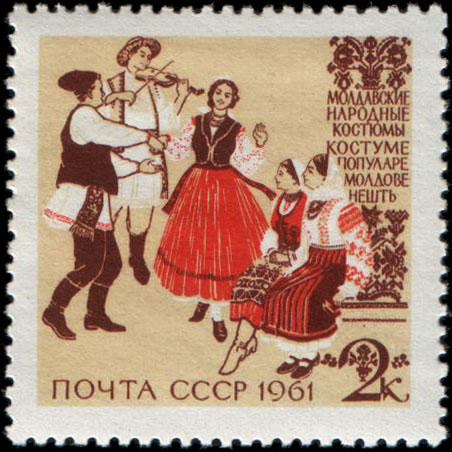
Почтовая марка СССР, 1961 год.
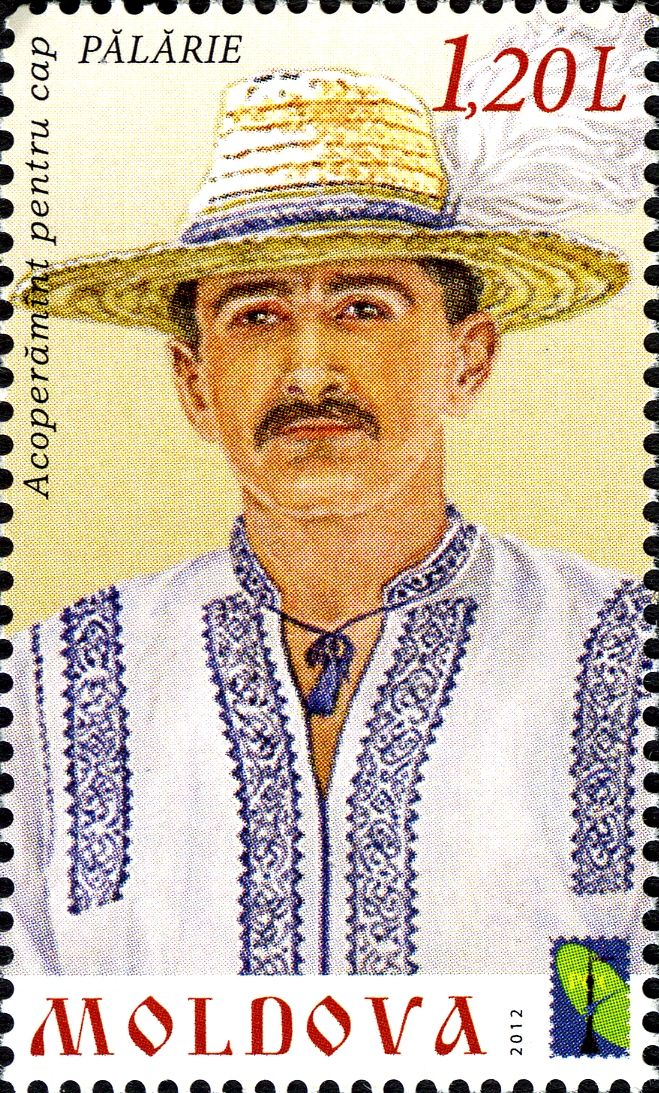
Молдаванин в шляпе, почтовая марка Молдавии, 2012 год
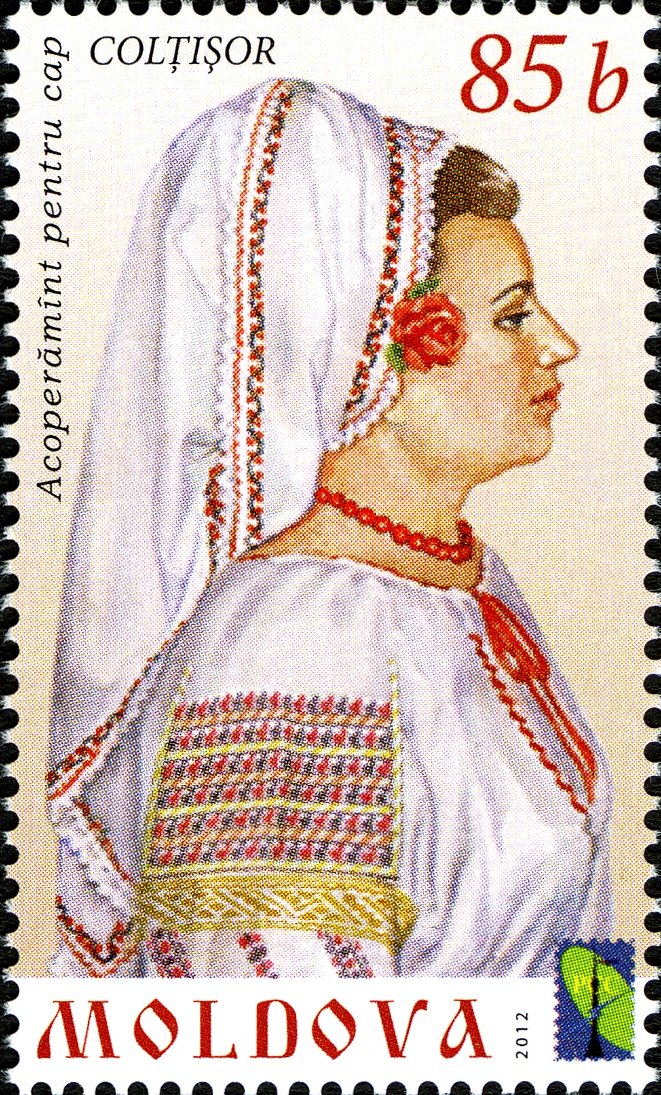
Марама, почтовая марка Молдавии, 2012 г.
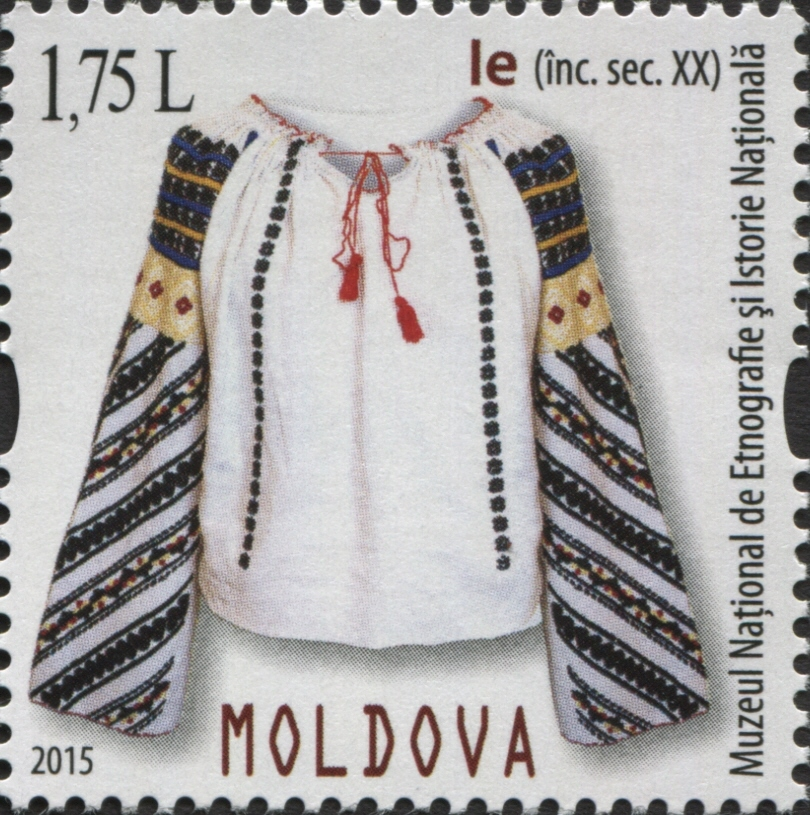
Женская рубаха, начало XX века, почтовая марка Молдавии, 2015 г.
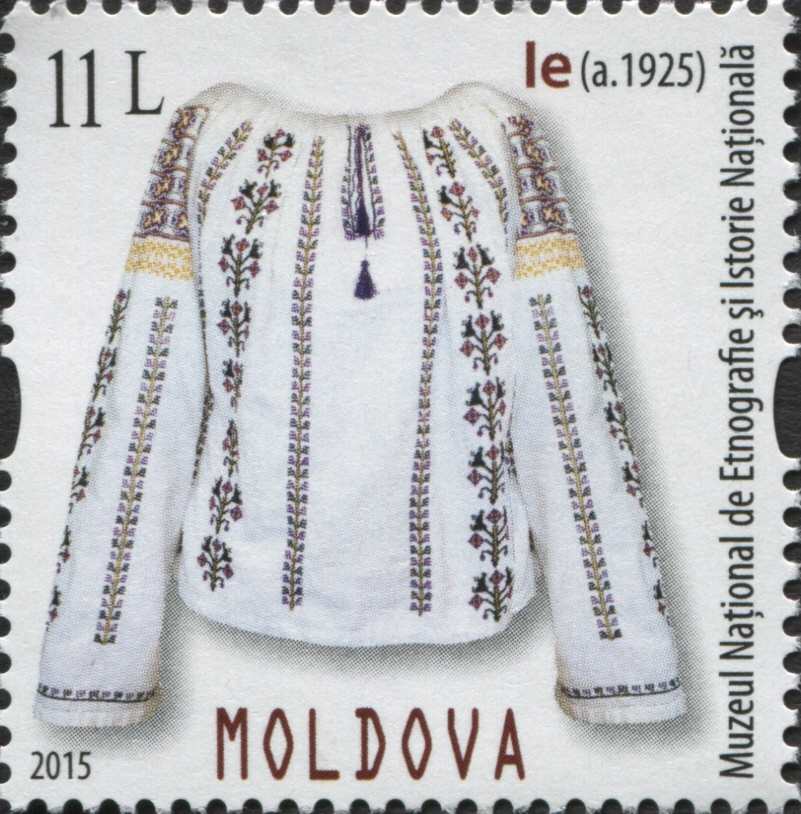
Женская рубаха, 1925 г. почтовая марка Молдавии, 2015 г.
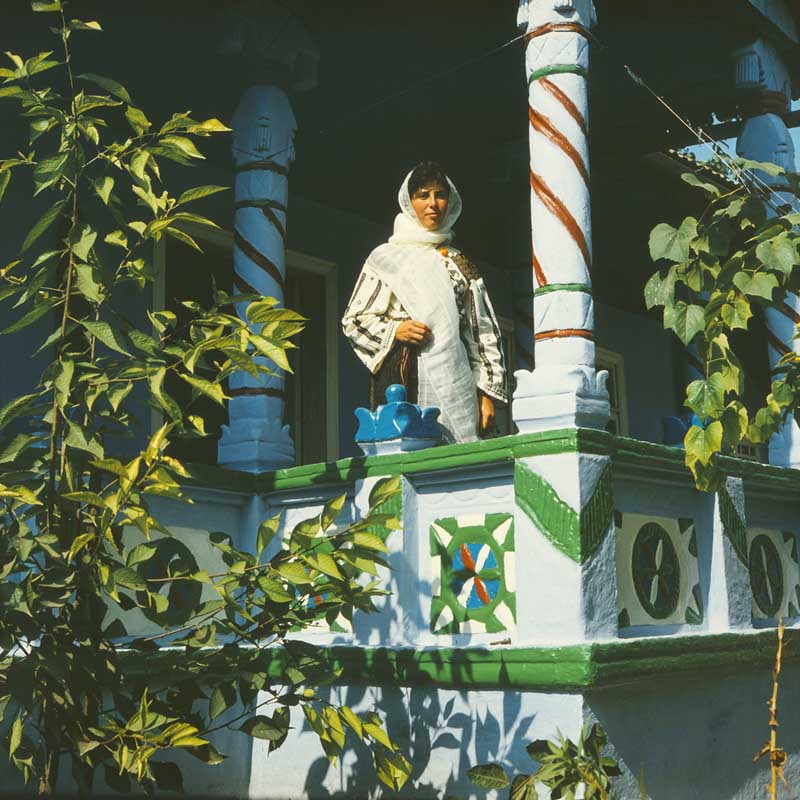
Женский костюм Оргеевского района
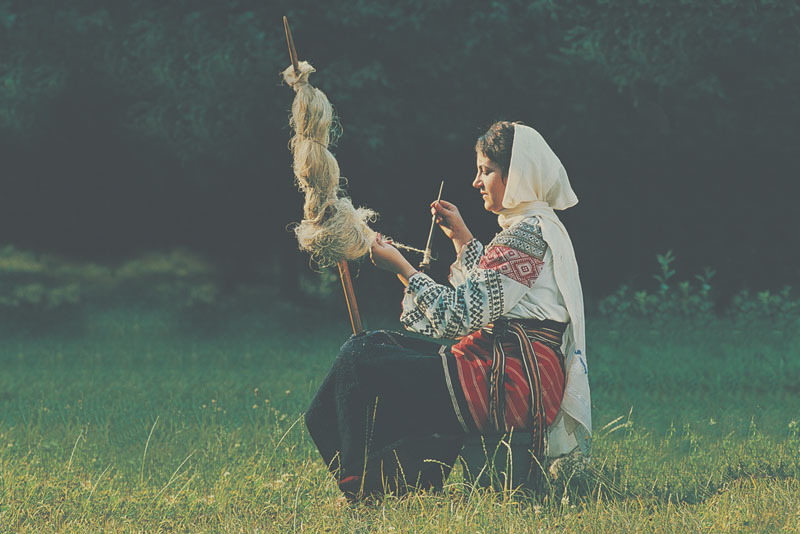
Женский костюм Единецкого района
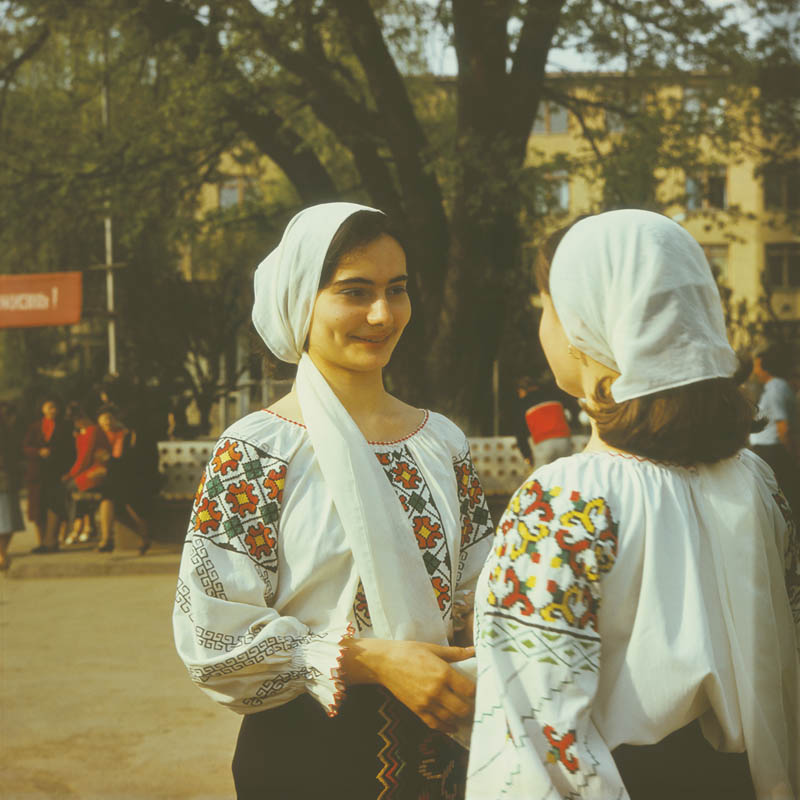
Две девушки в народных костюмах, Бельцы, 1980-е годы.

### Верхняя одежда
- Свита (молд. суман) — изготавливалась из сукна чёрного или серого цвета, имела полы до колен.
- Плащ (молд. манта ку глугэ, burcă) — носился в дождливую погоду, имел капюшон и шился из плотного сукна.
- Кожух (рум. cojoc, cojocul) — шуба с овчинным мехом белого, коричневого или чёрного вовнутрь и полами до колен и ниже, носился зажиточными крестьянами.
- Шуба (молд. контэш, contăş, chinteş[55]) — покрыта тонким сукном, носилась зажиточными крестьянами и боярами.

### Мужская одежда
- Мужская рубаха (рум. cămaşa) — туникообразного покроя, праздничные рубахи богато орнаментированы, повседневные содержат минимум вышивки или вообще не имеют. Выделяют четыре типа рубах: рубаха с полой, составленной из отдельных частей (исчезла в начале XX в.); рубаха с широкими, в полтора полотнища, рукавами; рубаха с треугольной вышитой вставкой (рум. barbura) на спине; рубаха с фустанеллой (молд. кэмешэ ку фустэ), носившуюся на резинке и короткая до пояса рубаха на кокетке (рум. cămaşă cu placă) с очень широкими рукавами. Ворот у мужской рубахи круглый или квадратный, изначально он был вырезным, позднее появился невысокий стоячий или отложной воротник.
- Штаны — в основном носили белые холщёвые и шерстяные штаны, подразделявшиеся на широкие (рум. cioareci, чиоаречь, гач) и узкие (рум. ițari, ицарь, змень). Некоторые ицарь длиной доходят до 4 метров, поэтому их носили с многочисленными сборками. Зимой пастухи носили штаны мешинь (рум. meşini) с мехом вовнутрь, а крестьяне — толстые шерстяные штаны (молд. берневичь, bernevici).

### Женская одежда
- Женская рубаха была длиной до лодыжек. На груди и на рукавах рубахи украшались вышивкой. Как и мужская рубаха, женская умела круглый или квадратный ворот. Рукава женской рубахи обычно длинные и цельнокроеные, они украшаются богаче остальных частей рубах. Также рукава расширялись к манжетам, но к началу XX века такой тип рукавов стал встречаться всё реже.
- Катринцэ (рум. catrință) — шерстяная юбка, оборачивающаяся вокруг тела и опоясывающаяся. Полы фоты либо перекрывают друг друга либо одна из них заворачивается наверх за пояс.
- Выльник (рум. vâlnic) — поясная одежда, представляющая собой два фартука: гладкий спереди и сборчатый или плиссированный сзади.
- Фота (рум. fotă, peștiman, pestelcă) — поясная одежда наподобие выльника, однако и спереди и сзади фартуки гладкие. В ширину она достигала около 80 см, а в длину — 1,40 см.

### Обувь
- Опинчь (рум. opinci, опинчь, заимствование из славянского «опанки, опанак», в свою очередь, восходящему к праславянскому «*opьnъkъ» — обувь скалолазов) — обувь, изготавливавшаяся из прямоугольного куска свиной кожи, сгибавшегося кверху и перетягивавшегося лоскутком из той же кожи по бокам и верху. Опинчь были крестьянской обувью и носились поверх онучей или носок. Как правило, концы опинчь были острые, но в концы загибались вверх, а в центральной Бессарабии концы были круглые[53].
- Сапоги и ботинки — проникли в быт в XIX веке среди богатых крестьян. Уже в XX веке вошли в широкий обиход и окончательно вытеснили опинчь.

### Головные уборы
- Кушма, кэчула (молд. кушмэ, cușmă, cujmă, кэчулэ, căciulă, moțată) — шапка из овчины. Носилась преимущественно в холодную погоду, но пастухи носили её круглый год. Кушма является национальным символом румын и молдаван.
- Шляпа (молд. пэлэрие, pălărie) — носилась в тёплую погоду. Шляпы могли быть сделаны из войлока или соломы, в XX веке появились фетровые шляпы.
- Марама (рум. maramă, марамэ, нэфрамэ) — длинная фата-покрывало, украшавшаяся вышивкой в виде абстрактных узоров или цветочными мотивами. При украшении могли использоваться золотые и серебряные нити. Часто была праздничным головным убором. Существовало несколько способов ношения марамы.
- Чапсе (рум. ceapsă) — чепец/повойник, бывший головным убором замужних женщин преимущественно в румынской Молдове в XVIII—-XIX веках. Чапсе шился из хлопка, льна, конопляных тканей и шерсти и декорировали вышивкой, шнурами и блёстками[56].
- Кырпэ (молд. кырпэ, cârpă) — повседневный головной убор вроде кики. Основу кырпэ составлял деревянный обод, передние концы которого срезаны и образуют рога (коарне). Обод укрепляли на голове при помощи платка и покрывали сверху полотенчатообразным убором, концы которого могли спускаться под подбородок или на плечи.

### Аксессуары
- Пояс — самым распространённым тканый пояс, кушак (рум. brâu, брыу). Мужские кушаки в ширину достигали 12-15 см, а женские были уже. Длина кушака составляла 3-3,5 м. Также были распространены кожаные пояса (рум. chimire), украшавшиеся многочисленными металлическими деталями и кармашками. Их носили главным образом пастухи-чабаны и зажиточные крестьяне[53].
- Безрукавка (молд. минтянаш, пептар, бондэ, бондицэ, pieptar) — изготовлялась из овчины, как правило мехом вовнутрь. Мужские безрукавки украшались на внешней стороне кожаными аппликациями, а женские — также мулине с красными и чёрными нитями и бисером. По покрою безрукавки делились на открытые (рум. pieptar spintecat) и закрытые (рум. pieptar înfundat). Открытая безрукавка имела разрез спереди, через который она надевалась, а закрытая безрукавка надевалась через разрез на боку и застёгивалась на пуговицы, или продевалась через голову.

### Причёски
Девушки до замужества в древности ходили с распущенными волосами. С XVI века незамужние девушки начинают заплетать волосы в две косы и носить на голове венки. Замужние женщины на людях всегда ходили в головных уборах, закрывающих волосы.
Мужчин обычно ходили с волосами до плеч. В XIX веке начинают стричься в европейском стиле, делая причёски с короткими волосами. Взрослые мужчины обязательно носили усы, старики могли носить бороду.

## Жильё

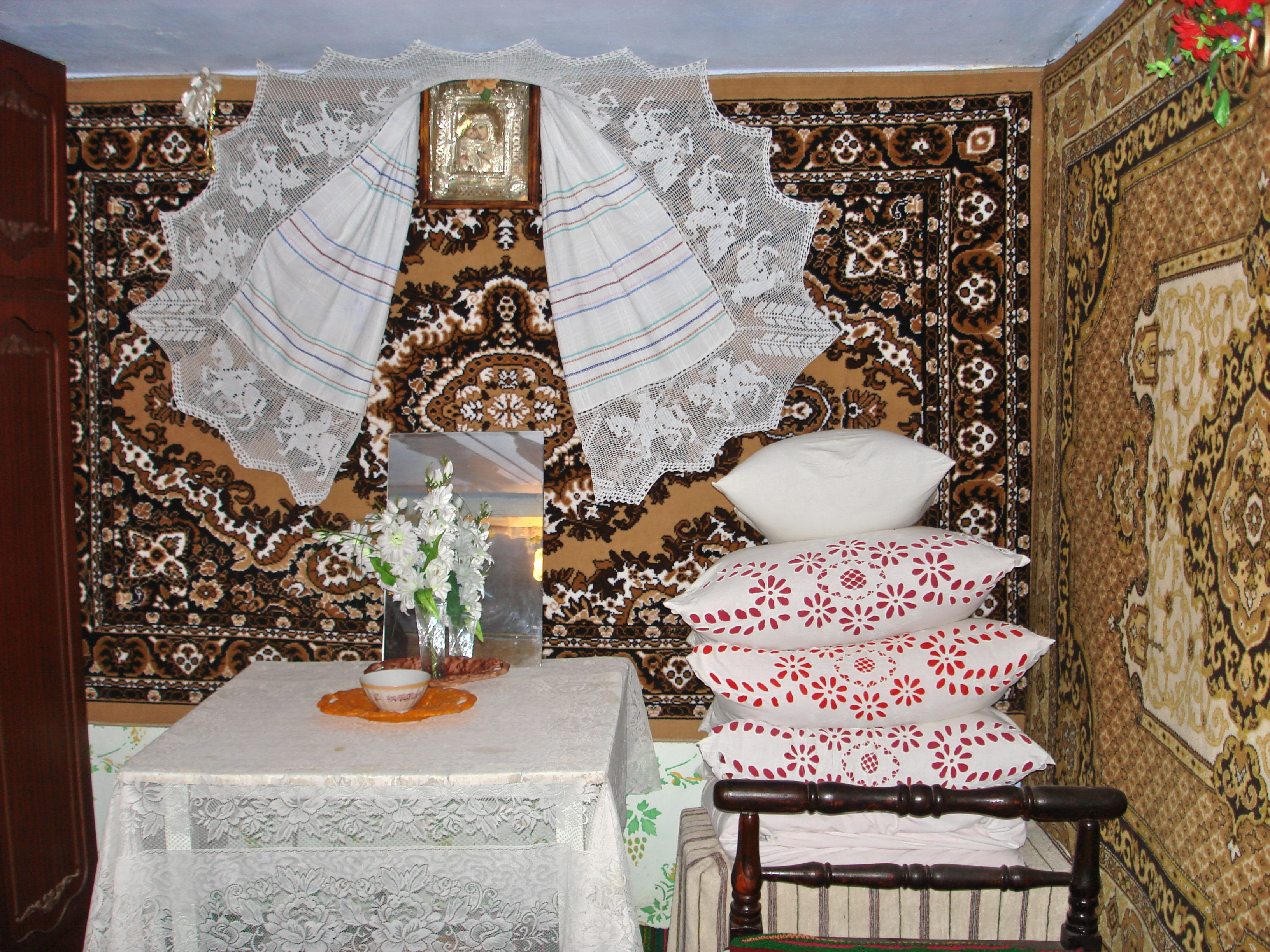
Современная «каса маре»

Молдавские поселения в XV—XVII веках располагались в основном на берегах, террасах и в долинах рек, на склонах холмов. Наиболее древний тип планировки поселения в Молдавии — приречный, или линейный. Со временем появились и другие типы поселений — кучевой, или гнездовой, улично-квартальный.
Крестьянская усадьба состояла из жилого дома и нескольких хозяйственных построек различного назначения (помещение для скота, для хранения зерна и орудий труда, погреб, летняя кухня и т. д.). Часть усадьбы занималась под сад, огород и виноградник. Усадьба окружалась деревянным или каменным забором, а ворота украшались орнаментом.

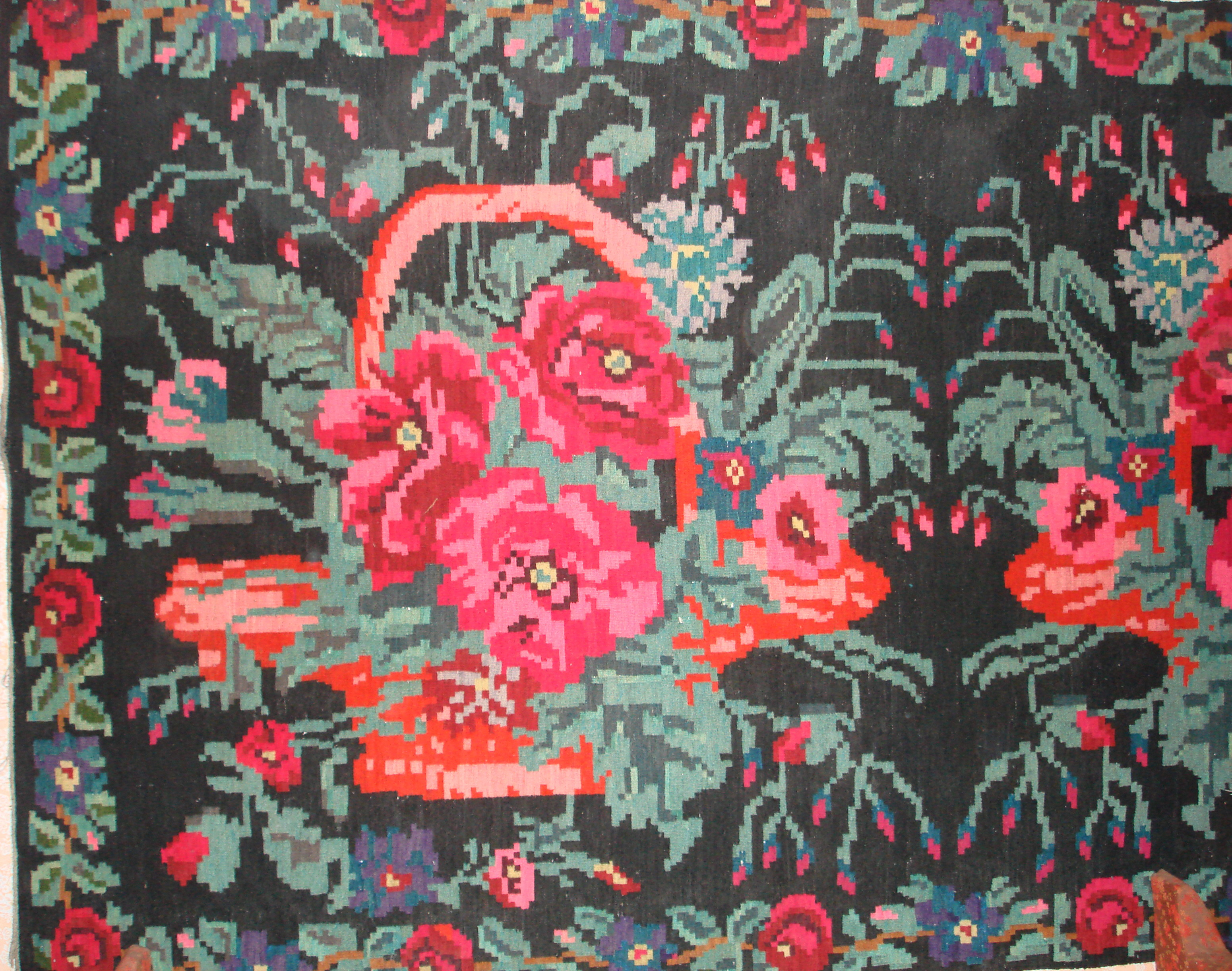
Традиционный молдавский ковёр

Если в XIV—XVI веках преобладало однокамерное жильё-землянка или полуземлянка (бурдей), то в конце XVI — начале XVII веков уже появляется наземное жильё, которое в XVII—XVIII веках распространяется по всей территории Молдавии. В XIX веке возникает молдавский трёхкамерный дом, состоящий из сеней (тиндэ), жилой комнаты и «каса маре» (гостиная). В настоящее время крестьяне строят многокомнатные дома с удобствами, приближающимися к городским, однако традиционные комнаты сохраняются.
Значительное место в украшении жилых домов занимает художественно обработанное дерево и камень. Народное молдавское жильё различается в разных регионах. В северных районах жилые дома украшают орнаментом больше, чем в южных. На севере дома часто украшаются цветной росписью и украшениями из декоративной прорезной жести. Обязательным элементом является стеклянная веранда. В центральных и южных районах в зданиях сохраняются завалинка и галерея, деревянные столбы или каменные колонны. На юге распространены длинные дома, стоящие торцом к улице, имеющие обычно двухскатную крышу и деревянные столбы или каменные колонны. Интерьер украшают изделиями народных ремесленников.

## Проблема соотношения с румынским этносом
После 1991 года ряд деятелей культуры и официальных лиц Молдавии и Румынии в ранге министров неоднократно заявляли о принадлежности молдаван к румынскому этносу («мы румыны — и точка»). Эта идеология особенно сильно проявила себя после обретения Молдавией независимости и принятия румынской грамматики и латинского алфавита для молдавского языка как официального. Так президент Молдавии Николай Тимофти (в должности 2012—2016 гг.) на встрече со своим румынским коллегой Траяном Бэсеску согласился, что молдавской нации не существует: «Мы побеседовали и согласились, что Румыния и Республика Молдова — два независимых и суверенных государства, но в которых живут в основном румыны. Нас объединяет язык, традиции, радости и несчастья, через которые прошли румыны за последние века», — заявил румынский президент. В то же время, бывший президент Молдавии Владимир Воронин (глава государства в 2001—2009 годах) заявлял о своём категорическом несогласии с этим и подчёркивал, что, по переписи 2004, «94 % коренного населения Молдавии считают себя молдаванами, а не румынами».

## Распространённые имена
Мужские имена: Адриан, Александру/Санду (Александр), Аурел, Богдан, Валериу (Валерий), Василе (Василий), Виорел, Влад/Владуц, Генадие (Геннадий), Георге/Джордже (Георгий), Дан/Дануц, Дорел, Дорин, Драгош, Думитру (Дмитрий), Еуджениу (Евгений), Емил (Емельян), Ион/Ионел (Иван), Костел (Константин), Ливиу, Лилиан, Лучиан, Марчел, Мирча, Михай (Михаил), Николае/Нику (Николай), Петру (Пётр), Раду, Серджиу (Сергей), Силвиу, Тудор (Фёдор), Штефан (Степан), Юлиан, Юрие (Юрий).
Женские имена: Ана (Анна), Анастасия, Андрея, Анжела, Аурика, Валентина, Вероника, Виктория, Виолета (Виолетта), Виорика, Габриела/Габи, Галина, Даниела, Диана, Дойна, Дора/Дорина, Екатерина, Иляна/Ляна/Ленуца (Елена), Еуджения (Евгения), Иоана (Жанна), Кристина, Луминица (Светлана), Лучия, Мариана, Мария/Мариоара/Маричика, Михаела, Рада, Родика, Сильвия, Снежана, Сперанца (Надежда), Стела, Татьяна.
В скобках приведены русские эквиваленты.

## Молдаване за пределами Молдавии
Молдавская диаспора за пределами Молдавии состоит из молдаван, постоянно проживающих на территории других стран, а также трудовых мигрантов, временно выехавших из Молдавии для работы за рубежом. Молдаване проживают в основном в бывших республиках СССР, а также в Италии, Испании, Португалии, Бразилии. Число работающих за пределами своей страны молдаван по официальным данным составляет 200—300 тысяч человек, а по неофициальным до 1 млн. По оценкам экспертов, за границами страны находится примерно 400—600 тысяч граждан Молдавии.